# Franz Grieshofer

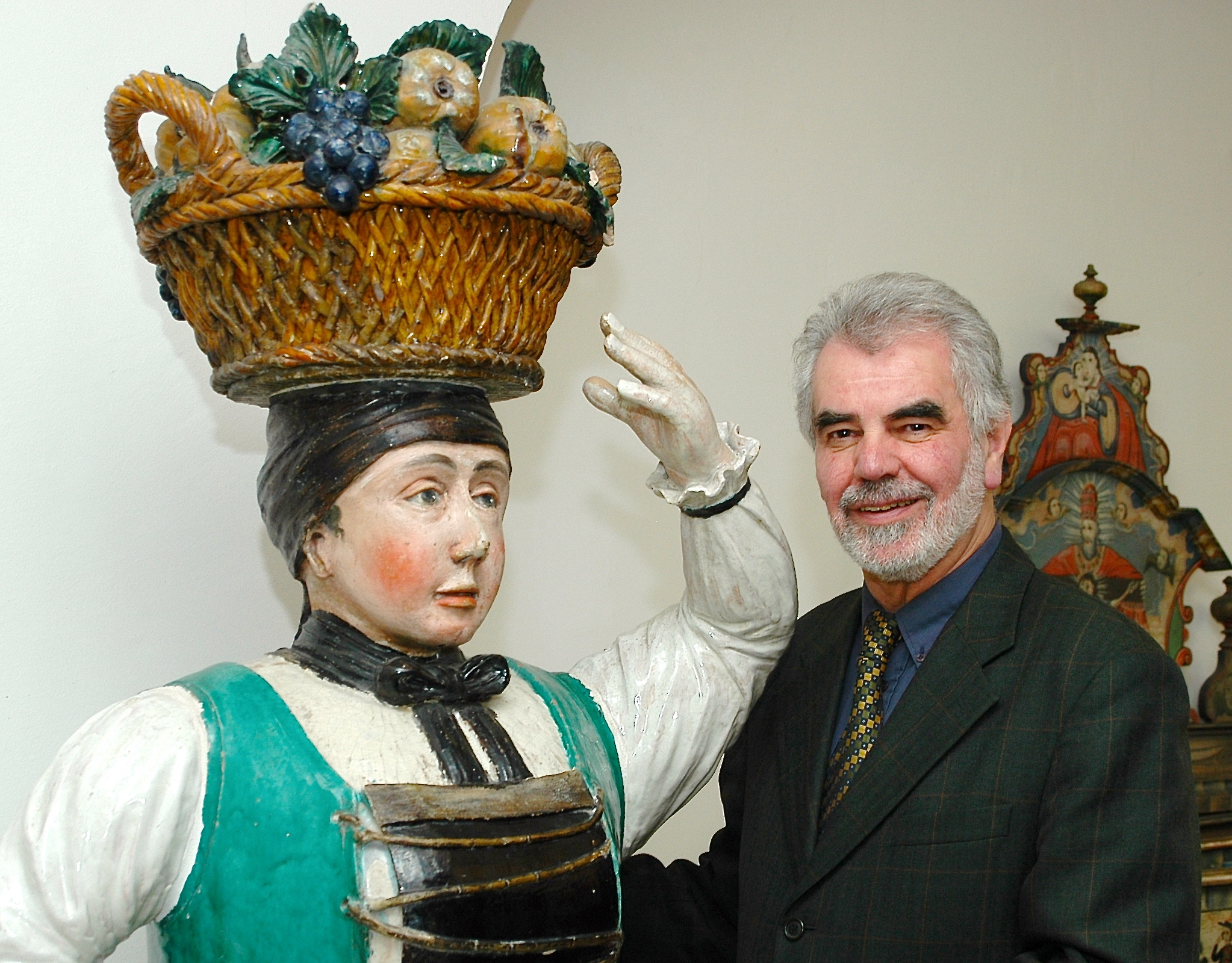
Franz Grieshofer als Direktor des Österreichischen Museums für Volkskunde mit der „Ofenbäuerin“ des Museums, 2005

Franz Grieshofer (* 14. November 1940 in Bad Ischl) ist ein österreichischer Volkskundler und ehemaliger Museumsdirektor sowie Hochschullehrer.

## Leben
Franz Grieshofer wuchs in Bad Ischl auf. Nach Ablegung der Matura im Jahr 1960 studierte er Volkskunde und Urgeschichte an den Universitäten Innsbruck und Wien. 1971 beendete er in Wien sein Studium mit einer Dissertation über das Schützenwesen des Salzkammergutes. Sodann war er als wissenschaftlicher Mitarbeiter beim Österreichischen Volkskundeatlas der Österreichischen Akademie der Wissenschaften tätig.
Seine wissenschaftliche Sozialisation erfuhr Grieshofer im Umfeld der traditionellen Positionen des Faches der 1960er- und 1970er-Jahre, die von seinen akademischen Lehrern Karl Ilg in Innsbruck und Richard Wolfram in Wien geprägt waren. Leopold Schmidt holte den jungen Akademiker ins Österreichische Museum für Volkskunde, wo er ab 1. September 1975 tätig war. Nach der Pensionierung von Klaus Beitl wurde Franz Grieshofer im Jahr 1995 als dessen Nachfolger zum Direktor des Österreichischen Museums für Volkskunde ernannt. Er hatte diese Stellung bis zu seiner Pensionierung am 31. Dezember 2005 inne.
Am Institut für Europäische Ethnologie der Universität Wien, wo Grieshofer Lehrveranstaltungen abhielt, wurde er 2001 zum Honorarprofessor ernannt. Er war Vizepräsident des Vereins für Volkskunde in Wien und Beirat im Österreichischen Fachverband für Volkskunde. Nach seiner Pensionierung wurde er Vorsitzender des Verbands der Krippenfreunde Österreichs und Ehrenpräsident des Vereins für Volkskunde.
Franz Grieshofer kuratierte eine Reihe von Ausstellungen und trat als Verfasser von volkskundlichen Aufsätzen und Monografien hervor. Schwerpunkte  seiner musealen  und wissenschaftlichen Tätigkeit waren Brauchtumsforschung, Bauen und Wohnen, Kleidung und Tracht sowie Schützenwesen. Zudem widmete sich Grieshofer der Wissenschaftsgeschichte des von ihm vertretenen Fachs sowie der Geschichte und Neubewertung der Sammlungen des Österreichischen Museums für Volkskunde.

## Mitgliedschaften
- Verein für Volkskunde in Wien[3]
- Deutsche Gesellschaft für Volkskunde[3]
- Österreichisches Nationalkomitee des Internationalen Museumsrates (ICOM)[3]

## Publikationen (Auswahl)
- Das Ischler Bergfest. Montan-Verlag, Wien 1970.
- Das Schützenwesen im Salzkammergut. Oberösterreichischer Landesverlag, Linz 1977.
- Das Vereinswesen in Wien. Ein volkskundlicher Aufriß. In: Bericht über den vierzehnten österreichischen Historikertag in Wien. 1979, S. 221–232.
- Trachtenvereinsgeschichte und -geschichten. In: Franz C. Lipp, Elisabeth Längle, Gexi Tostmann, Franz Hubmann (Hrsg.): Tracht in Österreich. Christian Brandstätter Verlag, Wien 1984, S. 194–199.
- Zum Stellenwert einer gegenwartsbezogenen Brauchforschung. In: Klaus Beitl (Hrsg.): Probleme der Gegenwartsvolkskunde. Referate der Österreichischen Volkskundetagung 1983 in Mattersburg (Burgenland), Wien 1985, S. 239–259.
- Von Jungfrauen, Blasmusikkapellen und Hausierern … Zur Emblematik der Kastelruther Tracht. In: Österreichische Zeitschrift für Volkskunde, 1993, XLVII/96, S. 289–310.
- mit Christian Brandstätter (Hrsg.): Die Lederhose. Kleine Kulturgeschichte des alpenländischen Beinkleids. Husum Druck- und Verlags Gesellschaft, Husum 1996.
- Kunst-Spiel-Zeug. Werke mexikanischer Künstlerinnen und Künstler und traditionelles Spielzeug aus der Sammlung des Österreichischen Museums für Volkskunde. Selbstverlag des Österreichischen Museums für Volkskunde, Wien 1996.
- Die Bedeutung des Ausstellungswesens für die Entwicklung der Ethnographie in Galizien und Wien. In: Galizien. Ethnographische Erkundung bei den Bojken und Huzulen in den Karpaten. Österreichisches Museum für Volkskunde, Wien 1998, S. 19–42.
- mit Gerd Kaminski (Hrsg.): Hilf Himmel! Götter und Heilige in China und Europa. Österreichisches Museum für Volkskunde, Wien 2002 (= Berichte des Ludwig-Boltzmann-Instituts für China- und Südostasienforschung. Nr. 42 sowie Kataloge des Österreichischen Museums für Volkskunde. Bd. 81), ISBN 3-900359-98-9.
- mit Kathrin Pallestrang: Messerscharf. Reflexionen über einen Alltagsgegenstand. Österreichisches Museum für Volkskunde, Wien 2003 (= Kataloge des Österreichischen Museums für Volkskunde in Wien. Bd. 83), ISBN 3-902381-01-9.
- Der Weg als Ziel. Ausgewählte Schriften zur Volkskunde (1975–2005). Festgabe zum fünfundsechzigsten Geburtstag. Hrsg. für den Verein für Volkskunde von Margot Schindler, Verein für Volkskunde, Wien 2006 (= Sonderschriften des Vereins für Volkskunde in Wien. Bd. 5), ISBN 3-900358-24-9.